# Santa Cruz (Albacete)
Santa Cruz es un barrio de Albacete (España) situado al norte de la ciudad. Se trata de un barrio periférico de orígenes humildes que sufrió una transformación en los primeros años del siglo XXI.

## Toponimia
El barrio toma el nombre de la antigua ermita de Santa Cruz que se encontraba en la zona.

## Historia

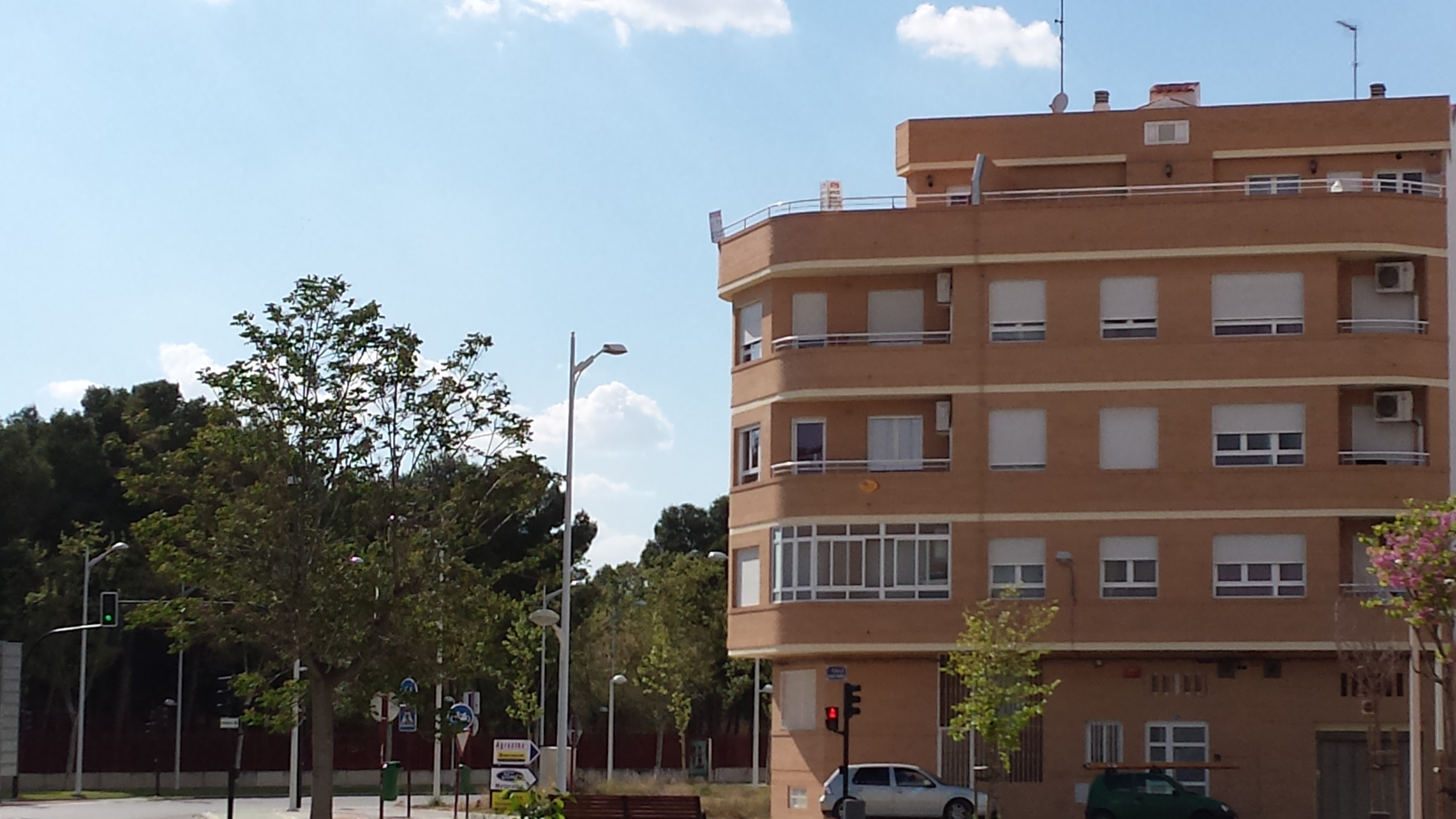
Bloque de viviendas del barrio

En la década de 1940, durante la posguerra, se predujo el éxodo rural del campo a la ciudad en busca de una vida mejor que propició la creación de barrios en la periferia de la capital. La construcción de viviendas de bajo coste y de menor calidad que en otras zonas, fruto de las malas condiciones económicas de los emigrantes que llegaban a Albacete, supuso la creación de un asentamiento cuyo crecimiento ha formado el actual barrio de Santa Cruz. El barrio ha permanecido aislado del resto de la ciudad desde su nacimiento. Sin embargo, el crecimiento de la ciudad ha hecho que Santa Cruz esté hoy en día plenamente integrado en la capital.

## Geografía
El barrio, de forma triangular, está situado al norte de la ciudad de Albacete, entre las calles Casas Ibáñez, Santa Cruz y Martinete. Linda con los barrios Industria y Nuestra Señora de Cubas.

## Infraestructuras
Santa Cruz acoge el Centro Sociosanitario Vital Parque, macrocomplejo de más de 16 500 m² destinado a la tercera edad que cuenta con 110 habitaciones dobles y 48 individuales, gimnasio o spa, entre otras instalaciones.

## Transporte
En autobús urbano, el barrio queda conectado mediante la siguiente línea:
| Línea | Trayecto                                                                              | Recorrido                                                        | Frecuencia    |
| ----- | ------------------------------------------------------------------------------------- | ---------------------------------------------------------------- | ------------- |
|       | Barrio San Pedro- Los Llanos del Águila-Parque Lineal - Parque Empresarial Campollano | Recorrido Archivado el 25 de febrero de 2014 en Wayback Machine. | 15-20 minutos |